# Abhyāsa
Abhyāsa (en sanskrit IAST ; devanāgarī : अभ्यास) est un nom masculin de la langue sanskrite utilisé dans la philosophie indienne, et dans les traités de grammaire sanskrite.

## Hindouisme

### Sāṃkhya Yoga
Dans les Yoga Sūtra de Patañjali, abhyāsa signifie « répétition », mais aussi « étude, exercice, habitude », ou encore « récitation », « pratique spirituelle régulière ». Ce terme va de pair avec vairāgya et « signifie pratique constante des huit membres (aṅga) du Yoga ».

## Grammaire du sanskrit
En grammaire sanskrite, abhyāsa signifie « redoublement » et consiste à reprendre, pour former un radical verbal, la consonne initiale et la voyelle de la racine avant l'énoncé de celle-ci. 
- Exemple : [tu-TOD-a]  « il frappa », construit sur la racine [TUD-][8] dont le présent est [TUD-a-ti] « il frappe ».